# Dusun Baru Lempur
Dusun Baru Lempur is een bestuurslaag in het regentschap Kerinci van de provincie Jambi, Indonesië. Dusun Baru Lempur telt 806 inwoners (volkstelling 2010).